# Peter Kioso
Peter Kioso (Swords, 15 agosto 1999) è un calciatore della Repubblica Democratica del Congo, difensore dell'Oxford Utd.

## Biografia
Nato in Irlanda da genitori congolesi, è cugino di Pelly Ruddock Mpanzu, a sua volta calciatore professionista.

## Caratteristiche tecniche
È un terzino destro.

## Carriera

### Club
È cresciuto nel settore giovanile del MK Dons e dopo una stagione ai semiprofessionisti del Dunstable Town in Spartan South Midlands Football League (nona divisione inglese) si è accasato nel 2018 all'Hartlepool Utd in National League (quinta divisione).
Dopo aver giocato 73 incontri e segnato 4 reti nell'arco di una stagione e mezza, nel gennaio del 2020 è stato acquistato dal Luton Town con cui ha debuttato il 18 luglio nei minuti finali dell'incontro di Championship vinto 1-0 contro l'Hull City. Il 15 ottobre seguente è passato in prestito al Bolton ma dopo soli sei mesi è stato richiamato e girato con la stessa formula al Northampton Town. Il 31 agosto 2021 ha fatto ritorno in prestito al MK Dons ma anche in questo caso dopo soli sei mesi è stato richiamato, rimanendo in rosa fino al termine della stagione.
IL 23 giugno 2022 è stato acquistato a titolo definitivo dal Rotherham Utd. Utilizzato con poca frequenza, il 18 luglio dell'anno seguente è passato in prestito al Peterborough Utd dove si è da subito imposto come terzino titolare prima di far ritorno anticipatamente a Rotherham nel gennaio del 2024.
Il 24 giugno è stato acquistato a titolo definitivo dall'Oxford Utd, neopromosso in Championship.

### Nazionale
Nell'ottobre del 2024 ha ricevuto la prima convocazione da parte della nazionale congolese, con cui ha esordito il 19 novembre dello stesso anno nella sconfitta per 1-2 contro l'Etiopia.

## Statistiche

### Presenze e reti nei club
Statistiche aggiornate al 14 novembre 2024
| Stagione              | Squadra               | Campionato            | Campionato | Campionato | Coppe nazionali | Coppe nazionali | Coppe nazionali | Coppe continentali | Coppe continentali | Coppe continentali | Altre coppe | Altre coppe | Altre coppe | Totale | Totale | Totale |
| Stagione              | Squadra               | Comp                  | Pres       | Reti       | Comp            | Pres            | Reti            | Comp               | Pres               | Reti               | Comp        | Pres        | Reti        | Pres   | Reti   |        |
| --------------------- | --------------------- | --------------------- | ---------- | ---------- | --------------- | --------------- | --------------- | ------------------ | ------------------ | ------------------ | ----------- | ----------- | ----------- | ------ | ------ | ------ |
| 2018-2019             | Hartlepool Utd        | NAT                   | 39         | 1          | FACup           | 1               | 0               | -                  | -                  | -                  | FAT         | 1           | 0           | 41     | 1      |        |
| 2019-gen. 2020        | Hartlepool Utd        | NAT                   | 28         | 3          | FACup           | 3               | 0               | -                  | -                  | -                  | FAT         | 1           | 0           | 32     | 3      |        |
| Totale Hartlepool Utd | Totale Hartlepool Utd | Totale Hartlepool Utd | 67         | 4          |                 | 4               | 0               |                    | -                  | -                  |             | 2           | 0           | 73     | 4      |        |
| gen.-giu. 2020        | Luton Town            | FLC                   | 1          | 0          | FACup+CdL       | 0               | 0               | -                  | -                  | -                  | -           | -           | -           | 1      | 0      |        |
| ago. 2020             | Luton Town            | FLC                   | 0          | 0          | FACup+CdL       | 0+2             | 0               | -                  | -                  | -                  | -           | -           | -           | 2      | 0      |        |
| ott. 2020-gen. 2021   | Bolton                | FL2                   | 13         | 3          | FACup+CdL       | 1+0             | 0               | -                  | -                  | -                  | FLT         | 0           | 0           | 14     | 3      |        |
| gen.-giu. 2021        | Northampton Town      | FL1                   | 21         | 3          | FACup+CdL       | 0               | 0               | -                  | -                  | -                  | FLT         | 0           | 0           | 21     | 3      |        |
| ago. 2021             | Luton Town            | FLC                   | 3          | 0          | FACup+CdL       | 0+1             | 0               | -                  | -                  | -                  | -           | -           | -           | 4      | 0      |        |
| 2021-gen. 2022        | MK Dons               | FL1                   | 18         | 4          | FACup+CdL       | 0               | 0               | -                  | -                  | -                  | FLT         | 1           | 0           | 19     | 4      |        |
| gen.-giu. 2022        | Luton Town            | FLC                   | 13         | 0          | FACup+CdL       | 0               | 0               | -                  | -                  | -                  | -           | -           | -           | 13     | 0      |        |
| Totale Luton Town     | Totale Luton Town     | Totale Luton Town     | 17         | 0          |                 | 3               | 0               |                    | -                  | -                  |             | -           | -           | 20     | 0      |        |
| 2022-2023             | Rotherham Utd         | FLC                   | 10         | 0          | FACup+CdL       | 1+1             | 0               | -                  | -                  | -                  | -           | -           | -           | 12     | 0      |        |
| 2023-gen. 2024        | Peterborough Utd      | FL1                   | 24         | 1          | FACup+CdL       | 1+2             | 0               | -                  | -                  | -                  | FLT         | 0           | 0           | 27     | 1      |        |
| gen.-giu. 2024        | Rotherham Utd         | FLC                   | 12         | 0          | FACup+CdL       | 0               | 0               | -                  | -                  | -                  | -           | -           | -           | 12     | 0      |        |
| Totale Rotherham Town | Totale Rotherham Town | Totale Rotherham Town | 22         | 0          |                 | 2               | 0               |                    | -                  | -                  |             | -           | -           | 24     | 0      |        |
| 2024-2025             | Oxford Utd            | FLC                   | 13         | 0          | FACup+CdL       | 0+2             | 0               | -                  | -                  | -                  | -           | -           | -           | 15     | 0      |        |
| Totale carriera       | Totale carriera       | Totale carriera       | 195        | 15         |                 | 15              | 0               |                    | -                  | -                  |             | 3           | 0           | 213    | 15     |        |